# Peel Slowly and See
Peel Slowly and See je pětidiskový box set skupiny The Velvet Underground, vydaný 26. září 1995 u Polydor Records. Album obsahuje i několik předtím nevydaných nahrávek, jsou to většinou různá dema a jiné verze.

## Seznam skladeb
| Disk 1 | Disk 1                              | Disk 1     | Disk 1 |
| Pořadí | Název                               | Autor      | Délka  |
| ------ | ----------------------------------- | ---------- | ------ |
| 1.     | Venus in Furs (demo)                | Reed       | 15:33  |
| 2.     | Prominent Men (demo)                | Reed, Cale | 13:34  |
| 3.     | Heroin (demo)                       | Reed       | 13:34  |
| 4.     | I'm Waiting for the Man (demo)      | Reed       | 9:50   |
| 5.     | Wrap Your Troubles in Dreams (demo) | Reed       | 15:50  |
| 6.     | All Tomorrow's Parties (demo)       | Reed       | 18:26  |

| Disk 2 | Disk 2                                  | Disk 2                             | Disk 2 |
| Pořadí | Název                                   | Autor                              | Délka  |
| ------ | --------------------------------------- | ---------------------------------- | ------ |
| 1.     | All Tomorrow's Parties (singlová verze) | Reed                               | 2:49   |
| 2.     | Sunday Morning                          | Reed, Cale                         | 2:54   |
| 3.     | I'm Waiting for the Man                 | Reed                               | 4:38   |
| 4.     | Femme Fatale                            | Reed                               | 2:37   |
| 5.     | Venus in Furs                           | Reed                               | 5:10   |
| 6.     | Run Run Run                             | Reed                               | 4:19   |
| 7.     | All Tomorrow's Parties                  | Reed                               | 5:58   |
| 8.     | Heroin                                  | Reed                               | 7:10   |
| 9.     | There She Goes Again                    | Reed                               | 2:39   |
| 10.    | I'll Be Your Mirror                     | Reed                               | 2:12   |
| 11.    | The Black Angel's Death Song            | Reed, Cale                         | 3:12   |
| 12.    | European Son                            | Reed, Cale, Morrison, Tucker       | 7:47   |
| 13.    | Melody Laughter (koncertní nahrávka)    | Reed, Cale, Morrison, Tucker, Nico | 10:43  |
| 14.    | It Was a Pleasure Then                  | Reed, Cale, Nico                   | 8:02   |
| 15.    | Chelsea Girls                           | Reed, Morrison                     | 7:24   |

| Disk 3 | Disk 3                                          | Disk 3                       | Disk 3 |
| Pořadí | Název                                           | Autor                        | Délka  |
| ------ | ----------------------------------------------- | ---------------------------- | ------ |
| 1.     | There Is No Reason (demo)                       | Reed, Cale                   | 2:12   |
| 2.     | Sheltered Life (demo)                           | Reed                         | 2:52   |
| 3.     | It's All Right (the Way That You Live) (demo)   | Reed, Cale                   | 2:48   |
| 4.     | I'm Not Too Sorry (Now That You're Gone) (demo) | Reed, Cale                   | 2:17   |
| 5.     | Here She Comes Now (demo)                       | Reed, Cale, Morrison         | 2:46   |
| 6.     | Guess I'm Falling in Love (koncertní nahrávka)  | Reed, Cale, Morrison, Tucker | 4:10   |
| 7.     | Booker T. (koncertní nahrávka)                  | Reed, Cale, Morrison, Tucker | 6:30   |
| 8.     | White Light/White Heat                          | Reed                         | 2:45   |
| 9.     | The Gift                                        | Reed, Cale, Morrison, Tucker | 8:17   |
| 10.    | Lady Godiva's Operation                         | Reed                         | 4:54   |
| 11.    | Here She Comes Now                              | Reed, Cale, Morrison         | 2:02   |
| 12.    | I Heard Her Call My Name                        | Reed                         | 4:46   |
| 13.    | Sister Ray                                      | Reed, Cale, Morrison, Tucker | 17:27  |
| 14.    | Stephanie Says                                  | Reed                         | 2:49   |
| 15.    | Temptation Inside Your Heart                    | Reed                         | 2:30   |
| 16.    | Hey Mr. Rain (první verze)                      | Reed, Cale, Morrison, Tucker | 4:40   |

| Disk 4 | Disk 4                                   | Disk 4                              | Disk 4 |
| Pořadí | Název                                    | Autor                               | Délka  |
| ------ | ---------------------------------------- | ----------------------------------- | ------ |
| 1.     | What Goes On (koncertní nahrávka)        | Reed                                | 5:34   |
| 2.     | Candy Says (closet mix)                  | Reed                                | 4:04   |
| 3.     | What Goes On (closet mix)                | Reed                                | 4:35   |
| 4.     | Some Kinda Love (closet mix)             | Reed                                | 3:39   |
| 5.     | Pale Blue Eyes (closet mix)              | Reed                                | 5:42   |
| 6.     | Jesus (closet mix)                       | Reed                                | 3:24   |
| 7.     | Beginning to See the Light (closet mix)  | Reed                                | 4:47   |
| 8.     | I'm Set Free (closet mix)                | Reed                                | 4:04   |
| 9.     | That's the Story of My Life (closet mix) | Reed                                | 2:02   |
| 10.    | The Murder Mystery (closet mix)          | Reed                                | 8:55   |
| 11.    | After Hours (closet mix)                 | Reed                                | 2:09   |
| 12.    | Foggy Notion                             | Reed, Morrison, Yule, Tucker, Weiss | 6:47   |
| 13.    | I Can't Stand It                         | Reed                                | 3:22   |
| 14.    | I'm Sticking with You                    | Reed                                | 2:28   |
| 15.    | One of These Days                        | Reed                                | 4:00   |
| 16.    | Lisa Says                                | Reed                                | 2:57   |
| 17.    | It's Just Too Much (koncertní nahrávka)  | Reed                                | 2:59   |
| 18.    | Countess from Hong Kong (demo)           | Reed, Cale                          | 3:17   |

| Disk 5         | Disk 5                                   | Disk 5                       | Disk 5 |
| Pořadí         | Název                                    | Autor                        | Délka  |
| -------------- | ---------------------------------------- | ---------------------------- | ------ |
| 1.             | Who Loves the Sun                        | Reed                         | 2:45   |
| 2.             | Sweet Jane (dlouhá verze)                | Reed                         | 4:06   |
| 3.             | Rock & Roll                              | Reed                         | 4:43   |
| 4.             | Cool It Down                             | Reed                         | 3:04   |
| 5.             | New Age (dlouhá verze)                   | Reed                         | 5:07   |
| 6.             | Head Held High                           | Reed                         | 2:56   |
| 7.             | Lonesome Cowboy Bill                     | Reed                         | 2:43   |
| 8.             | I Found a Reason                         | Reed                         | 4:15   |
| 9.             | Train Round the Bend                     | Reed                         | 3:21   |
| 10.            | Oh! Sweet Nuthin'                        | Reed                         | 7:25   |
| 11.            | Satellite of Love                        | Reed                         | 2:58   |
| 12.            | Walk and Talk                            | Reed                         | 2:23   |
| 13.            | Oh Gin                                   | Reed                         | 2:44   |
| 14.            | Sad Song                                 | Reed                         | 3:30   |
| 15.            | Ocean                                    | Reed                         | 5:43   |
| 16.            | Ride into the Sun                        | Reed, Cale, Morrison, Tucker | 3:20   |
| 17.            | Some Kinda Love (koncertní nahrávka)     | Reed                         | 10:22  |
| 18.            | I'll Be Your Mirror (koncertní nahrávka) | Reed                         | 2:06   |
| 19.            | I Love You                               | Reed                         | 2:03   |
| Celková délka: | Celková délka:                           | Celková délka:               | 379:34 |

## Obsazení
The Velvet Underground
- Lou Reed – zpěv, kytara, piáno, harmonika
- John Cale – basová kytara, viola, klávesy, varhany
- Sterling Morrison – kytara, basová kytara, doprovodný zpěv, zpěv
- Maureen Tuckerová – perkuse, zpěv
- Doug Yule – basová kytara, klávesy, kytara, bicí, zpěv

Další hudebníci
- Nico – zpěv
- Adrian Barber – bicí
- Tommy Castanaro – bicí
- Billy Yule – bicí

Technická podpora
- The Velvet Underground – producenti
- Andy Warhol – producent
- Tom Wilson – producent
- Geoff Haslam – producent
- Shel Kagan – producent
- Adrian Barber – producent
- Brigid Polk – inženýr